# Pobeg
Pobeg (Побег) è un film del 2005 diretto da Egor Končalovksij.

## Trama
Evgenij Vetrov aveva tutto ciò di cui aveva bisogno. Era ricco, rispettato, di successo. Ma aveva dei nemici e improvvisamente sua moglie fu uccisa e la corte dichiarò colpevole Evgenij.